# Амірабад (Фараган)
Амірабад (перс. اميراباد) — село в Ірані, у дегестані Фармагін, у Центральному бахші, шагрестані Фараган остану Марказі. За даними перепису 2006 року, його населення становило 954 особи, що проживали у складі 222 сімей.

## Клімат
Середня річна температура становить 11,52 °C, середня максимальна – 31,44 °C, а середня мінімальна – -12,34 °C. Середня річна кількість опадів – 263 мм.
| Клімат поселення                              | Клімат поселення | Клімат поселення | Клімат поселення | Клімат поселення | Клімат поселення | Клімат поселення | Клімат поселення | Клімат поселення | Клімат поселення | Клімат поселення | Клімат поселення | Клімат поселення | Клімат поселення |
| Показник                                      | Січ.             | Лют.             | Бер.             | Квіт.            | Трав.            | Черв.            | Лип.             | Серп.            | Вер.             | Жовт.            | Лист.            | Груд.            |                  |
| Середній максимум, °C                         | 6,36             | 8,78             | 14,13            | 19,48            | 24,05            | 30,64            | 31,44            | 30,46            | 25,91            | 20,20            | 13,14            | 7,22             |                  |
| Середня температура, °C                       | −2,99            | −0,56            | 4,78             | 10,13            | 14,70            | 21,29            | 25,19            | 24,21            | 19,66            | 13,94            | 6,88             | 0,97             |                  |
| Середній мінімум, °C                          | −12,34           | −9,9             | −4,57            | 0,78             | 5,35             | 11,94            | 18,94            | 17,95            | 13,41            | 7,69             | 0,63             | −5,28            |                  |
| Норма опадів, мм                              | 37               | 35               | 47               | 37               | 33               | 5                | 1                | 1                | 0                | 9                | 23               | 35               |                  |
| Середньомісячна швидкість вітру, м/с          | 1.54             | 1.92             | 2.85             | 3.16             | 2.64             | 2.46             | 2.44             | 2.38             | 2.26             | 2.13             | 1.88             | 1.22             |                  |
| Середньомісячна сонячна радіація, кДж/м²·день | 9005             | 12140            | 14680            | 18090            | 22185            | 26853            | 25929            | 23924            | 20766            | 15300            | 10842            | 8878             |                  |
| --------------------------------------------- | ---------------- | ---------------- | ---------------- | ---------------- | ---------------- | ---------------- | ---------------- | ---------------- | ---------------- | ---------------- | ---------------- | ---------------- | ---------------- |
| Джерело:                                      |                  |                  |                  |                  |                  |                  |                  |                  |                  |                  |                  |                  |                  |